# Mumble rap
Mumble rap is een genre van rap dat vooral in het begin van de jaren 2010 populair werd onder jongeren. De naam 'mumble rap' werd bedacht door rapper Wiz Khalifa in 2016 voor deze manier van rappen in de muziekindustrie. Het fenomeen werd gepopulariseerd door rappers als Gucci Mane, Chief Keef en Future.